# Березова Гора (Кічменгсько-Городецький район)
Бере́зова Гора (рос. Берёзовая Гора) — присілок у складі Кічменгсько-Городецького району Вологодської області, Росія. Входить до складу Кічмензького сільського поселення.

## Населення
Населення — 146 осіб (2010; 162 у 2002).
Національний склад (станом на 2002 рік):
- росіяни — 99 %